# Der seidene Faden
Der seidene Faden (Originaltitel: Phantom Thread) ist ein Spielfilm von Paul Thomas Anderson aus dem Jahr 2017. Das Drama basiert auf einem Originaldrehbuch des Regisseurs und erzählt von einem Londoner Modeschöpfer (dargestellt von Daniel Day-Lewis) der 1950er-Jahre, der die Bekanntschaft mit einer jungen, ausländischen Kellnerin (Vicky Krieps) macht. Der eingefleischte Junggeselle holt sie, wie viele Frauen zuvor, als Muse in sein Haus, wo sie aber zunehmend ihren Platz zu behaupten beginnt.
Der Film kam am 25. Dezember 2017 in die US-amerikanischen und am 1. Februar 2018 in die deutschen Kinos.
Im Rahmen der Oscarverleihung 2018 wurde Der seidene Faden in insgesamt sechs Kategorien nominiert, darunter als bester Film, Anderson für die beste Regie und Day-Lewis als bester Hauptdarsteller. Gewinnen konnte der Film in der Kategorie Bestes Kostümdesign.

## Handlung
In London in der Nachkriegszeit der 1950er Jahre. Der bekannte Schneider Reynolds Woodcock und seine Schwester Cyril betreiben gemeinsam The House of Woodcock. Reynolds ist der übersensible Kreative, Cyril organisiert den Betrieb und hält alle Fäden in der Hand. The House of Woodcock fertigt Kleider für die Mitglieder der High Society und der königlichen Familie. Zu den Kunden gehören reiche Erbinnen, Filmstars und andere Prominente. Die Frauen kommen und gehen durch das Leben von Reynolds, die eine oder andere lebt in seinem Haushalt. Sie inspirieren den eingefleischten Junggesellen, fördern seine Kreativität so lange, bis sie ihn langweilen. Hat er genug von ihnen, sorgt seine Schwester Cyril dafür, dass sie sein Haus verlassen.
Bei einem Restaurantbesuch macht er die Bekanntschaft der jungen Kellnerin Alma, die er zum Essen einlädt. Nach einem Abendessen in einem Feinschmeckerrestaurant am Meer fahren sie mit seinem Sportwagen nach London zurück. Er lädt sie zu sich ein, bittet sie, seine neueste Schöpfung, ein Abendkleid, anzuziehen und bittet sie dann, sie „vermessen“ zu dürfen, wobei der Akt des „Vermessens“ zunehmend ein erotisch-intimes Flair annimmt. Bald zieht sie in sein Haus ein, wird zur Muse, Mitarbeiterin in seinem Atelier. Nach dem großen Erfolg seiner neuen Kollektion packt er Alma voller Euphorie bei der Hand und stürmt mit ihr ins Schlafzimmer. Alma wird seine Geliebte.
Allerdings stößt sich Alma bald an all den Regeln, eisernen Gewohnheiten und Hyperempfindlichkeiten, die Reynolds’ tägliches Leben bestimmen. So stur wie er sich an seine Regeln klammert, ebenso stur bringt sie ebendiese Regeln ins Wackeln, ohne jedoch, das ist das Ziel ihrer Aktionen, zu ihm wirklich vorzudringen. Sie bleibt in seinem Leben außen vor. Sein kontrolliertes und durchgeplantes Leben gerät aber allmählich aus den Fugen.  Reynolds erhält den Auftrag, das Brautkleid für eine belgische Prinzessin zu schneidern, und das ganze Atelier gerät in Aufregung. Reynolds empfängt die Prinzessin, für die er schon das Taufkleid genäht hat, mit größter Zuvorkommenheit. Alma beobachtet die beiden, in ihr keimt Eifersucht auf.
Der Kampf zwischen den beiden kulminiert, als sie ihn, trotz der ernsten Warnung Cyrils, das Ganze zu unterlassen, mit einem selbstgekochten Abendessen „überrascht“. Diese Überraschung bringt ihn völlig aus der Fassung. In der folgenden Auseinandersetzung schlägt er die Trennung vor. Wütend verlässt sie den Raum, bleibt jedoch im Haus und ordnet sich scheinbar unter. Bei einem Waldspaziergang sammelt sie Pilze, und vergiftet seinen Frühstückstee mit getrockneten Pilzen. Reynolds geht in das Atelier, um letzte Hand an das Kleid der Prinzessin, das auf einer Kleiderpuppe präsentiert wird, anzulegen. Ihm wird schwindelig, er taumelt und stürzt zusammen mit dem Brautkleid zu Boden. Das Kleid ist ruiniert und Reynolds unfähig sich zu rühren. In einer Nachtschicht gelingt es den Mitarbeiterinnen aber, das Kleid neu zu schneidern. Reynolds wird schwer krank, fiebert, weigert sich aber, einen Arzt zuzulassen, er duldet nur Alma um sich. Sie pflegt ihn hingebungsvoll, er wird langsam wieder gesund und kann wieder arbeiten. Er macht Alma einen Heiratsantrag, den sie annimmt. Beide heiraten und scheinen sehr glücklich miteinander. Damit ist der Machtkampf zwischen den beiden aber nicht beendet.
Auf einer Party flirtet Reynolds mit einer seiner langjährigen Freundinnen, während Alma von deren Patensohn hofiert wird, der sie zu einem Silvesterball überreden möchte. Alma und Reynolds beobachten einander mit Misstrauen und wachsender Eifersucht. Alma besteht darauf, mit ihm den Ball zu besuchen, er weigert sich jedoch und arbeitet. Im Haus hat sich eine explosive Spannung zusammengebraut, beide Frauen kämpfen um Reynolds, behandeln aber einander mit kontrollierter Höflichkeit. Reynolds wird davon so mitgenommen, dass er seiner Schwester gesteht, dass Alma ihn verrückt mache, alles auf den Kopf stelle und aus dem Haus entfernt werden soll. Seine Schwester zeigt wenig Verständnis für seine Liebesprobleme. Alma hört das Gespräch mit, bleibt äußerlich ruhig und geht wieder Pilze sammeln. Alma schmort die giftigen Pilze mit viel Butter an, genau wie Reynolds es nicht mag. Reynolds isst davon, obwohl er weiß, dass er Gift einnimmt. Er und Alma warten im Bad darauf, dass die Wirkung der Pilze einsetzt, und gestehen einander ihre Liebe.

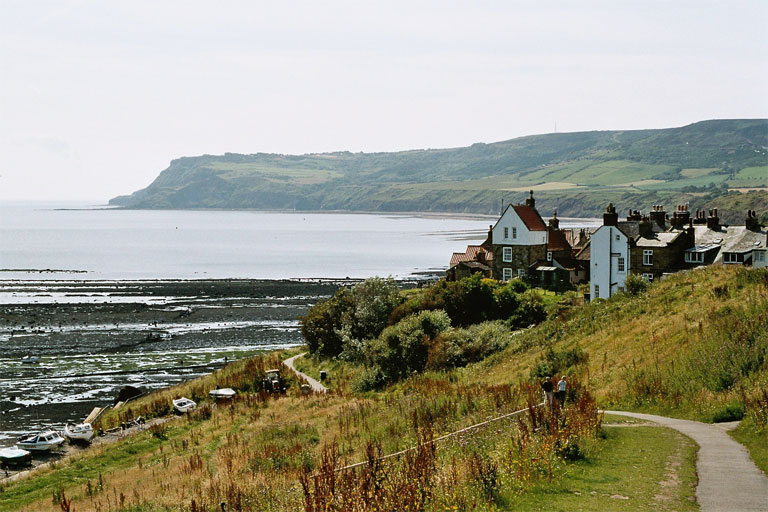
Die Dreharbeiten fanden unter anderem im englischen Fischerdorf Robin Hood’s Bay statt

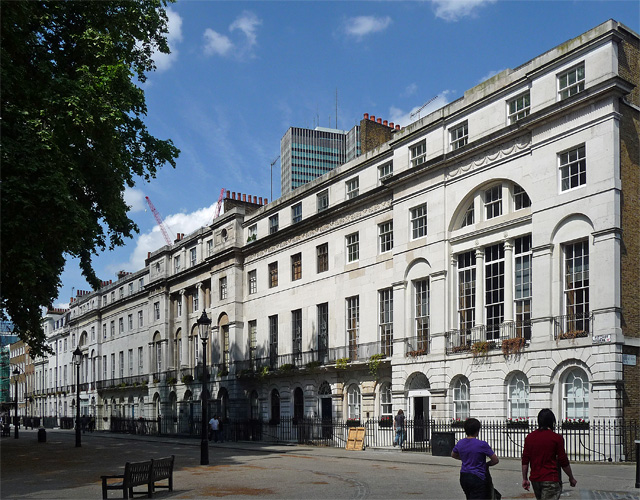
Häuser am Londoner Fitzroy Square, wovon eines als Drehort diente.

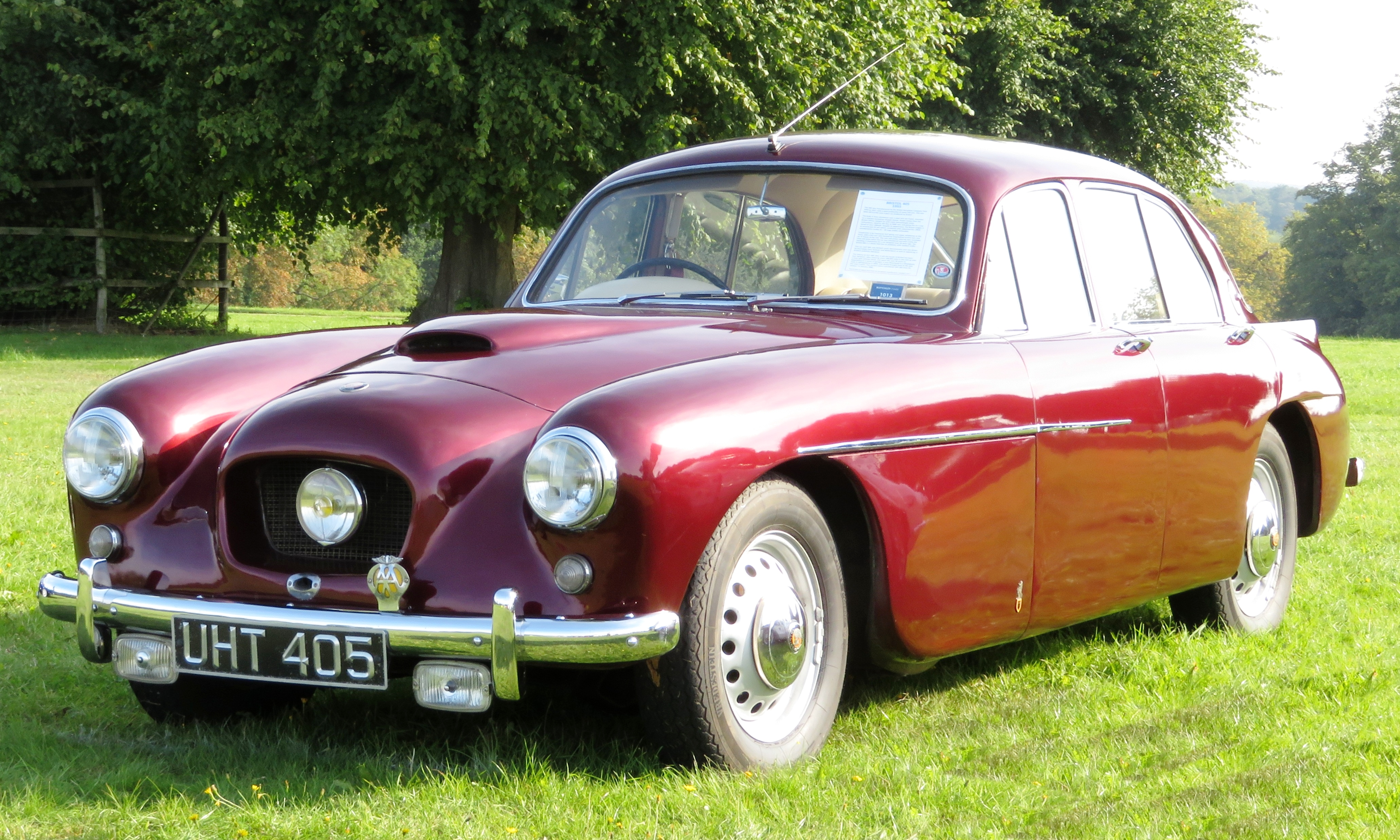
Woodcock fährt einen auberginefarbenen Bristol 405

## Produktion
Regie führte Paul Thomas Anderson, der auch das Drehbuch zum Film schrieb und letztlich auch als Kameramann des Films fungierte.
Daniel Day-Lewis übernahm im Film die Rolle des Schneiders und Modedesigners Reynolds Woodcock. Anfänglich hieß die Figur Charles James. Lesley Manville übernahm die Rolle seiner Schwester Cyril. Die Luxemburger Schauspielerin Vicky Krieps spielt im Film Alma. Die deutsche Synchronisation entstand nach einem Dialogbuch von Alexander Löwe und unter der Dialogregie von Clemens Frohmann im Auftrag der Interopa Film GmbH, Berlin. Benjamin Völz leiht in der deutschen Fassung Reynolds Woodcock seine Stimme, und Vicky Krieps selbst spricht Alma.
Die Dreharbeiten wurden Ende Januar 2017 im englischen Lythe (North Yorkshire) begonnen und im Fischerdorf Robin Hood’s Bay fortgesetzt. Ein weiterer Drehort in North Yorkshire war Whitby. Zudem drehte man im Fischerdorf Staithes, im Ballsaal des Blackpool Tower, in London und in der Schweiz. Das Szenenbild schufen Mark Tildesley und Véronique Melery.
Der seidene Faden ist neben dem Dokumentarfilm Junun (2015) der vierte Spielfilm, in dem Paul Thomas Anderson mit Jonny Greenwood, einem Mitglied der Gruppe Radiohead, zusammenarbeitete. Robert Ames leitete das London Contemporary Orchestra und das Royal Philharmonic. Greenwood setzte außerdem ein Streichquartett und zusätzlich ein Cimbalon ein, das zur Charakterisierung von Alma dient, was auf eine vermutete Herkunft aus einem osteuropäischen Land anspielen soll. Außer seinen Originalkompositionen verwendet Greenwood Passagen und Zitate von Berlioz, Brahms, Schubert, Fauré und Debussy. Der Score entstand in enger Zusammenarbeit von Regisseur und Komponist, der schon in der Frühphase des Films in die Arbeit miteinbezogen war. Der Soundtrack umfasst 18 Musikstücke und wurde am 12. Januar 2018 als Download sowie bei Nonesuch Records als CD veröffentlicht.
Nach einem ersten Trailer im Oktober 2017 wurde Anfang November 2017 auch ein erster Trailer in deutscher Sprache veröffentlicht. Eine erste Vorführung des Films erfolgte am 24. November 2017 im Ayra Fine Arts Theatre in Beverly Hills. Der Film kam am 25. Dezember 2017 in ausgewählte US-amerikanischen und am 1. Februar 2018 in die deutschen Kinos.

## Rezeption

### Altersfreigabe
In den USA erhielt der Film von der MPAA ein R-Rating, was einer Freigabe ab 17 Jahren entspricht. In Deutschland ist der Film FSK 6. In der Freigabebegründung heißt es: „Der sehr ruhig inszenierte Film erzählt eine ernste und konfliktbeladene Liebesgeschichte. Er enthält dabei aber keine Szenen oder Dialoge, die Kinder ab 6 Jahren ängstigen oder belasten könnten. Die Atmosphäre ist eher kühl, es gibt keine emotionalen Ausbrüche oder vulgäre Sprache. Sehr vereinzelt gibt es leicht dramatische Situationen, z. B. als die junge Frau ihren Geliebten mit ungenießbaren Pilzen absichtlich schwer vergiftet. Diese sind aber so dezent inszeniert, dass der Inhalt sich Kindern im Grundschulalter kaum erschließt.“

### Kritiken und Einspielergebnis
Bisher hat der Film bei Rotten Tomatoes einen Score von 91 Prozent und landete im IndieWire Critics Poll 2016 auf dem vierten Platz der am meisten erwarteten Filme des Jahres 2017. Bei Metacritic erhielt der Film einen Metascore von 90 von 100 möglichen Punkten.
Patrick Seyboth von epd Film nennt den Film ein berauschend schönes Werk über Liebe und Macht, Stil und Starrsinn: „Ein Hauch von Hitchcock weht schon zuvor durch Der seidene Faden. Das fängt bei den Namen an und hört bei der Vieldeutigkeit der Essensszenen noch lange nicht auf.“ Paul Thomas Anderson selbst habe Rebecca als ein Vorbild genannt, so Seyboth, und tatsächlich erinnerten sowohl die mondän-morbide und irgendwie verwunschene Atmosphäre des 'House of Woodcock' wie auch die Filmmusik Jonny Greenwoods, der sich traumwandlerisch zwischen schwelgerischer Romantik und spannungsvoller Suggestion bewegt, an Hitchcocks Gothic Romance, ebenso Woodcocks Fixierung auf eine Verstorbene und die Omnipräsenz seiner Schwester Cyril, die im Modeunternehmen und im Haushalt dominant wie die düstere Mrs. Danvers in Manderley sei. Wie dort kämpfe Alma hier darum, nicht nur eine Randfigur in der starren Welt ihres Geliebten zu sein, sondern eine lebendige Beziehung mit ihm zu führen, so Seyboth.
Die weltweiten Einnahmen des Films belaufen sich auf 43,5 Millionen US-Dollar.
In Deutschland verzeichnet der Film bislang 171.432 Besucher (Stand: 25. März 2018).

### Auszeichnungen (Auswahl)
Am 18. Dezember 2017 gab die Academy of Motion Picture Arts and Sciences bekannt, dass sich Jonny Greenwoods Arbeit auf einer Shortlist befindet, aus der die Nominierungen in der Kategorie Beste Filmmusik im Rahmen der Oscarverleihung 2018 erfolgen werden. Im Folgenden eine Auswahl von Nominierungen und Auszeichnungen im Rahmen weiterer Filmpreise.
Critics’ Choice Movie Awards 2018
- Nominierung als Bester Hauptdarsteller (Daniel Day-Lewis)
- Auszeichnung für die Besten Kostüme (Mark Bridges)
- Nominierung für das Beste Szenenbild (Véronique Melery und Mark Tildesley)
- Nominierung für die Beste Filmmusik (Jonny Greenwood)[27]

Golden Globe Awards 2018
- Nominierung als Bester Hauptdarsteller (Daniel Day-Lewis)
- Nominierung für die Beste Filmmusik

Goya 2019
- Nominierung in der Kategorie Bester europäischer Film[28]

Los Angeles Film Critics Association Awards 2017
- Auszeichnung für die Beste Filmmusik (Jonny Greenwood)[29]

National Board of Review Awards 2017
- Auszeichnung für das Beste Originaldrehbuch (Paul Thomas Anderson)
- Aufnahme in die Top 10 Movies[30]

New York Film Critics Circle Awards 2017
- Auszeichnung für Bestes Drehbuch (Paul Thomas Anderson)[31]

Oscarverleihung 2018
- Nominierung als Bester Film (JoAnne Sellar, Paul Thomas Anderson, Megan Ellison und Daniel Lupi)
- Nominierung für die Beste Regie (Paul Thomas Anderson)
- Nominierung für den Besten Hauptdarsteller (Daniel Day-Lewis)
- Nominierung für die Beste Nebendarstellerin (Lesley Manville)
- Nominierung für die Beste Filmmusik (Jonny Greenwood)
- Auszeichnung für das Beste Kostümdesign (Mark Bridges)[32]

Santa Barbara International Film Festival 2018
- Auszeichnung für die Besten Kostüme (Mark Bridges)[33]

Satellite Awards 2017
- Nominierung als Bester Filmschauspieler (Daniel Day-Lewis)
- Nominierung in der Kategorie Art Direction and Production Design
- Auszeichnung für die Besten Kostüme (Mark Bridges)[34]